# Emilia Eneyda Valencia Murrain
Emilia Eneyda Valencia Murrain (n. Andagoya, Medio San Juan, Chocó, Colombia, 22 de febrero de 1960) es una mujer afrocolombiana, docente, investigadora y gestora cultural. Fundadora de la Asociación de mujeres Afrocolombianas - AMAFROCOL y creadora del proyecto Tejiendo Esperanzas. 

## Estudios
Emilia Eneyda Valencia Murrain culminó sus estudios secundarios en Istmina, Chocó y se trasladó a Cali para estudiar  en la Universidad del Valle. Sus estudios fueron interrumpidos debido a que el Ejército ocupó durante un año la Universidad. El oficio de trenzadora le permitió costear sus estudios.
Emilia Eneyda Valencia Murrain estudió  Lenguas Modernas,  especializándose en Comprensión y Producción textual. Valencia Murrain realizó estudios de maestría en Didáctica del Francés y es además Investigadora y formadora en estudios étnicos.

## Asociación de Mujeres Afrocolombianas
En 1996 crea la primera organización de Mujeres Afrocolombianas - AMAFROCOL, que reivindica la cultura Colombiana afrodescendiente. Rescatando los peinados autóctonos, valorando y enalteciendo la  labor de las peinadoras, a las cuales llama Artistas del Cabello, que se preocupa por el cuidado del cabello afrorizado en su estado natural. 
La actividad de mayor impacto que dirige Valencia con AMAFROCOL desde hace 14 años, es Tejiendo Esperanzas, un evento que  año tras año  congrega a peinadoras de todo el país para exponer el  arte del trenzado. Además de realizar en el marco de esta misma  actividad, el primer foro sobre  esteticidad negra en Colombia: “Mi cabello Mi resistencia”,  un espacio de refelxión académica  que provoca  intercambios de saberes con mujeres negras de Colombia y el mundo.
Emilia Eneyda Valencia Murrain, es la referente más importante y de  mayor trayectoria en temas relacionados con la estética afrocolombiana. Actualmente es  la líder que inspira a diversas expresiones organizativas en el trabajo de aceptación y autorreconocimiento. Su incansable labor se ve reflejada en cientos de mujeres que con mucho orgullo lucen sus cabellos naturales,  reconociéndose como Chontudas, peli-quietas y afrorizadas.

## Distinciones
- Mujeres de Éxito en la categoria Arte y Cultura (Mujeres de Éxito, 2013)